# エルミナ
エルミナ (Elmina) とは、ガーナの都市。2013年の人口は約34,000人。漁業が盛ん。

## 歴史

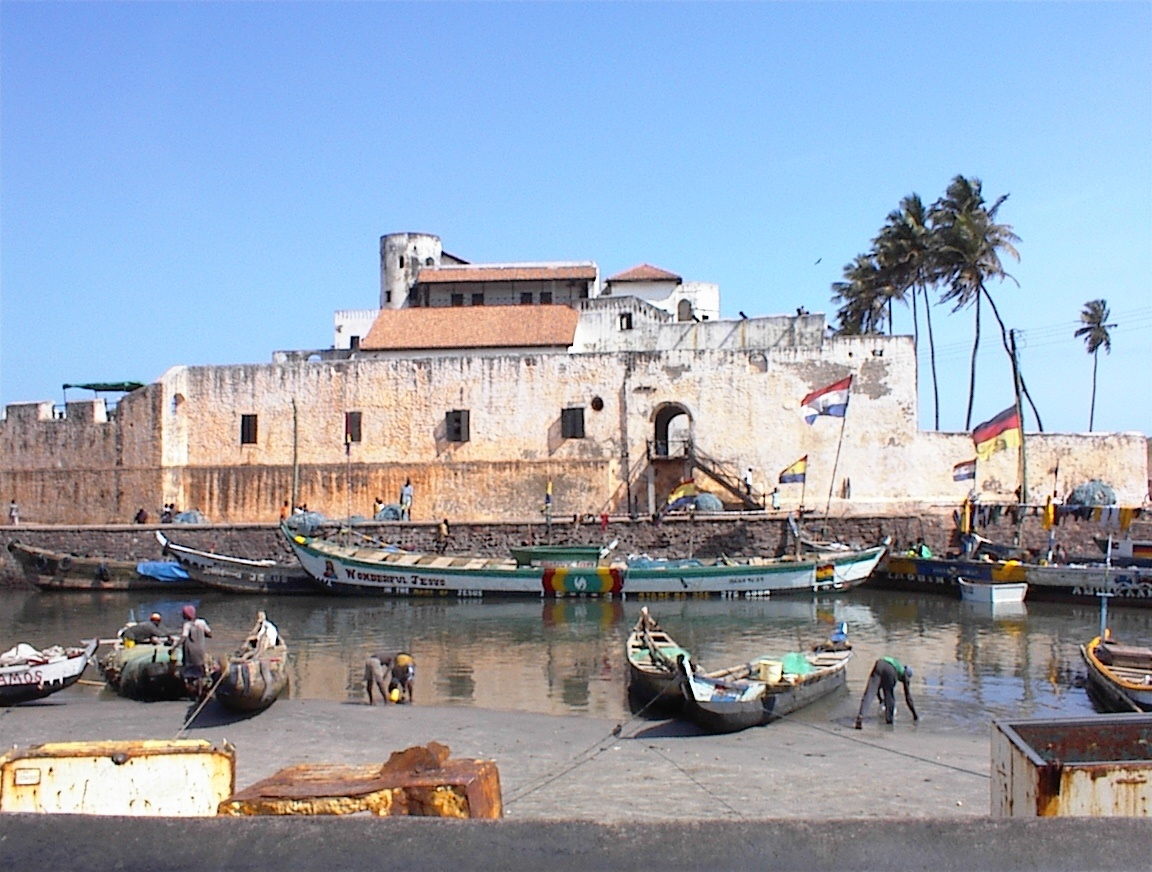
エルミナ城

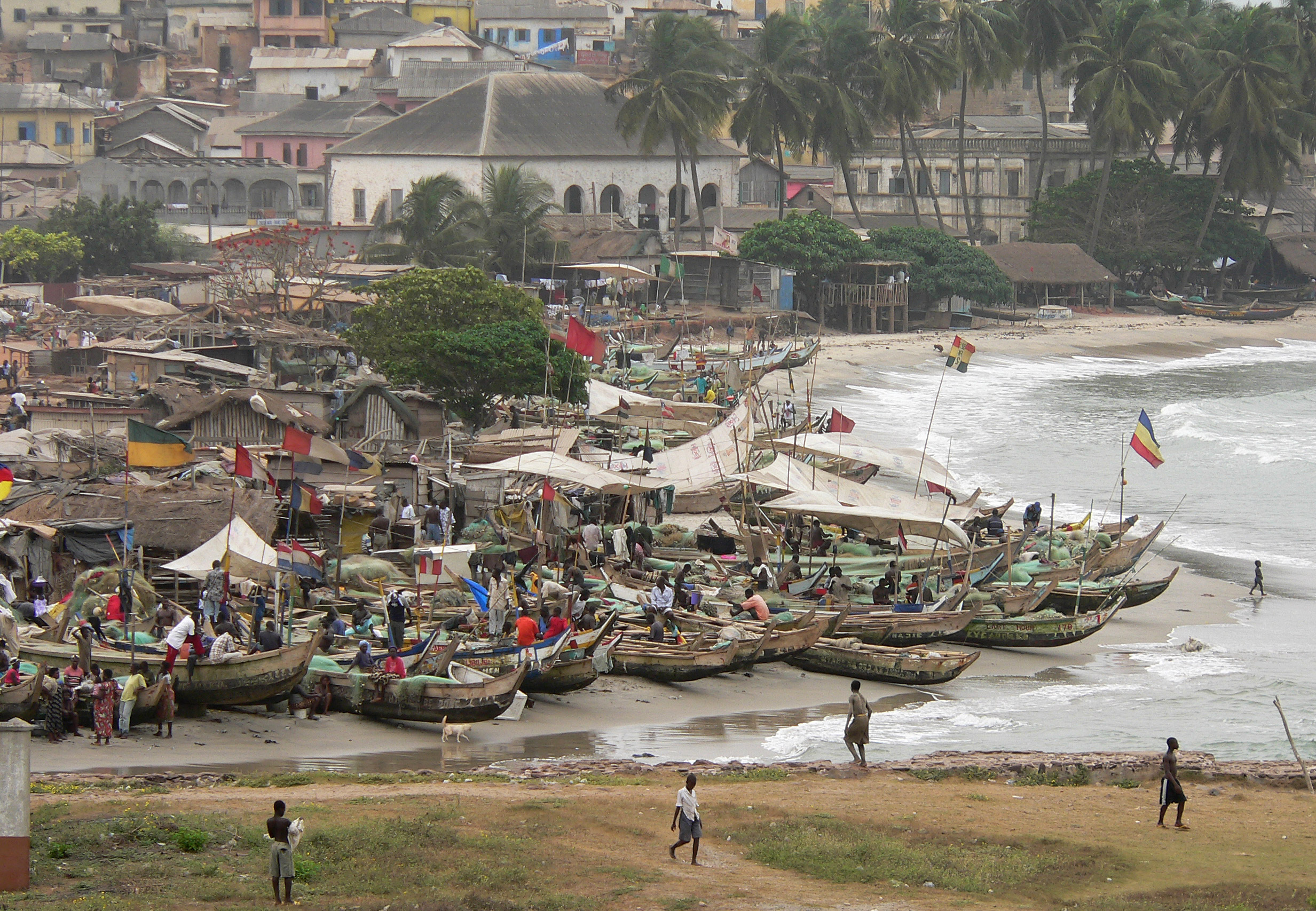
港

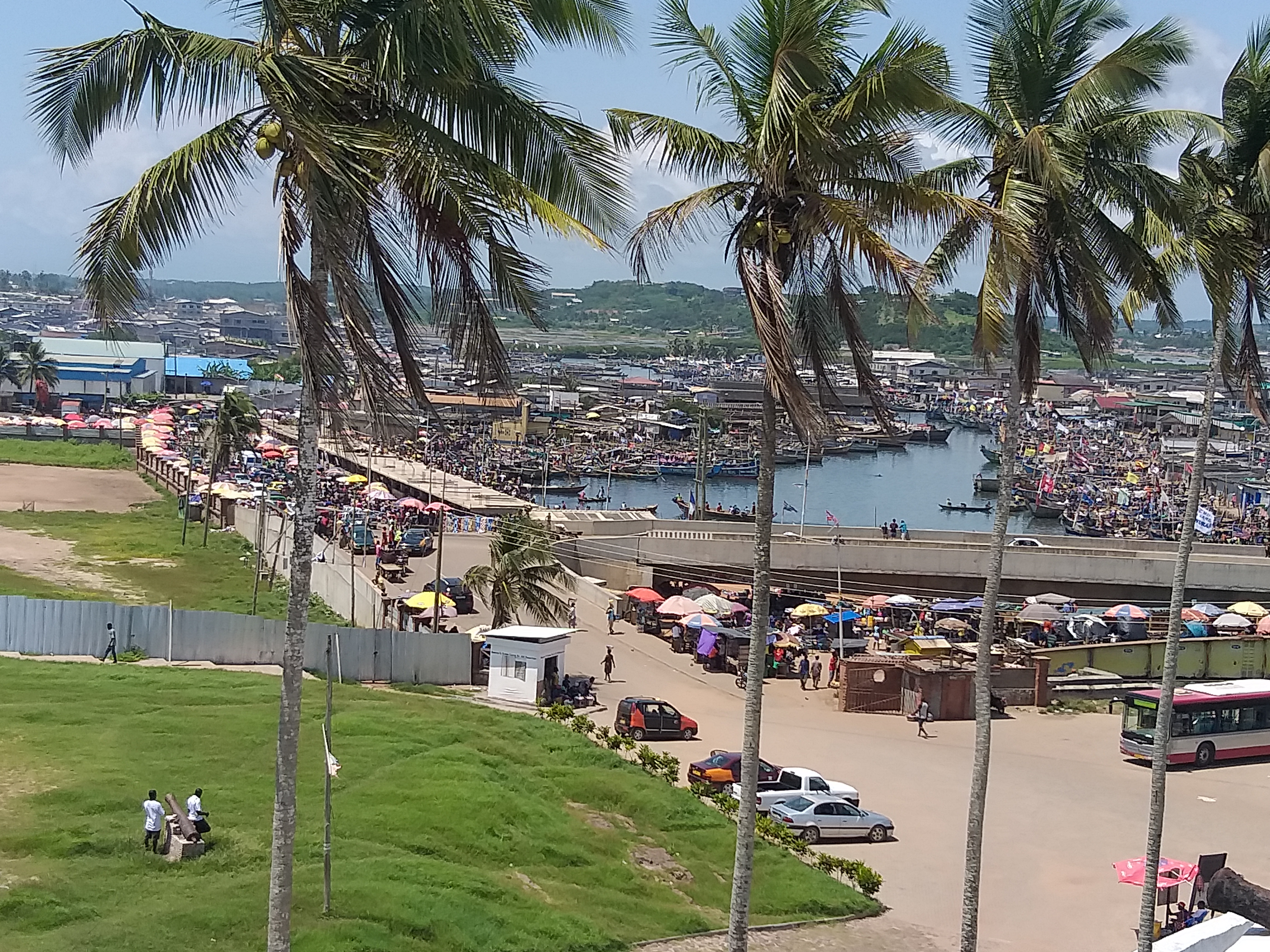

1471年、当時ギニアと呼んだこの地をポルトガルが訪れ、内陸で採れる金を入手したことからミナ・デ・オロ (金鉱の意) という港町が興り、1482年、スペインとの交易競争を意識したポルトガルはギニア湾の防衛基地とするサン・ジョルジェ・ダ・ミナ城（エルミナ城）をつくった。この頃コロンブスも訪れたとされる。1637年、オランダ東インド会社に受け継がれ、奴隷貿易の拠点となった。1872年よりイギリスの統治下におかれた。1957年、ガーナ独立にともないガーナの都市となった。金の産出により、この地域はコスタ・デ・オロ（黄金海岸）と呼ばれ、その後統治国が変わってもガーナ独立前のイギリス領までその呼称が続いた。

## 気候
| エルミナの気候         | エルミナの気候 | エルミナの気候 | エルミナの気候 | エルミナの気候 | エルミナの気候 | エルミナの気候 | エルミナの気候 | エルミナの気候 | エルミナの気候 | エルミナの気候 | エルミナの気候 | エルミナの気候 | エルミナの気候 |
| 月                     | 1月            | 2月            | 3月            | 4月            | 5月            | 6月            | 7月            | 8月            | 9月            | 10月           | 11月           | 12月           | 年             |
| ---------------------- | -------------- | -------------- | -------------- | -------------- | -------------- | -------------- | -------------- | -------------- | -------------- | -------------- | -------------- | -------------- | -------------- |
| 平均最高気温 °C （°F） | 33 (91.4)      | 32.3 (90.1)    | 31.9 (89.4)    | 31.1 (88.0)    | 34.4 (93.9)    | 29.6 (85.3)    | 28.3 (82.9)    | 29 (84.2)      | 29.4 (84.9)    | 30.6 (87.1)    | 32.5 (90.5)    | 42 (107.6)     | 42 (107.6)     |
| 平均最低気温 °C （°F） | 19.6 (67.3)    | 14 (57.2)      | 15.3 (59.5)    | 14.2 (57.6)    | 22.2 (72.0)    | 15 (59.0)      | 18.2 (64.8)    | 18.5 (65.3)    | 15.9 (60.6)    | 20.2 (68.4)    | 19.6 (67.3)    | 14.4 (57.9)    | 14 (57.2)      |
| 降水量 mm （inch）     | 15 (0.6)       | 8 (0.3)        | 10 (0.4)       | 38 (1.5)       | 221 (8.7)      | 66 (2.6)       | 38 (1.5)       | 8 (0.3)        | 25 (1.0)       | 58 (2.3)       | 5 (0.2)        | 23 (0.9)       | 516 (20.3)     |
| 出典：Meoweather.com   |                |                |                |                |                |                |                |                |                |                |                |                |                |

## 姉妹都市
- メイコン（アメリカ合衆国）
- ゴーダ（オランダ）